# شهرک ولی‌عصر (تهران)
شهرک ولیعصر بخش بزرگی در منطقه ۱۸ تهران (پایتخت ایران) است که منطقه پرجمعیت و وسیعی را تشکیل می‌دهد و با مناطق ۹، ۱۷، ۱۹ و محلات یافت‌آباد، نعمت‌آباد، تولیددارو، وصفنارد و فلاح مجاور می‌باشد.
شهرک ولیعصر از دو قسمت اصلی ولیعصر و کوی زاهدی تشکیل شده‌است. خیابان‌های اصلی آن خیابان شهیدان برادران بهرامی (یاران سابق)، خیابان شهید رجایی (بازرگان سابق)، خیابان شریعتی، خیابان شهیدان آقایی (حیدری سابق)، خیابان احمد حسینی، خ سپیده شمالی، خیابان شهید میرزایی(سپیده جنوبی)، خیابان شهید مسلمی، خیابان شهید ولی محمدی، خیابان یاسر، خیابان پژاوند، خیابان شهید شعبانعلی عسگری، خیابان طالقانی، خیابان آقابابائیان، خیابان بنایی، خیابان شهید کاکلی، خیابان شهدای دانش آموز، خیابان به خیال، خیابان سجادی وخیابان سیدالشهدا می‌باشد.

قسمت اصلی شهرک ولی عصر از چند محله به نام های: بهداشت،ولیعصر شمالی،ولیعصر جنوبی و شهرک صاحب الزمان تشکیل شده است
این شهرک به خاطر وجود کارگاه های بزرگ و متعدد ساخت مبل و دیگر لوازم چوبی منزل و همچنین بازار های پوشاک و آهن به یکی از محله های مهم پایتخت از نظر اقتصادی و تجاری تبدیل شده است

## بوستان
شهرک ولیعصر دارای بوستان‌ها و فضاهای سبز متعددی می‌باشد از این بین می‌توان به بوستانهای:قائم (از بزرگترین بوستانهای تهران که به دست رئیس جمهور وقت سید محمد خاتمی افتتاح شد)، بوستان ولیعصر (خیابان یاران)٫بوستان گلستان (خیابان سپیده شمالی)، بوستان بهاران (خیابان شهید رجایی)، بوستان نیلوفر (خیابان شهید بنایی)، بوستان بافان (خیابان بافان) بوستان بدر (خیابان وفائی نژاد)،بوستان بنفشه (خیابان حیدری جنوبی)، بوستان تیر (میدان مفتح) بوستان نرگس (پارک اختصاصی بانوان- روبروی ضلع جنوب غربی پارک قائم) و بوستان صنوبر اشاره کرد.

## اماکن ورزشی
شهرک ولیعصر دارای اماکن متعدد سرپوشیده و فضای باز می‌باشد که از این بین می‌توان به اماکن زیر اشاره نمود:
ورزشگاه بدر (زمین فوتبال با چمن مصنوعی، سالن چند منظوره، استخر و سونا، زمین مینی فوتبال چمن مصنوعی)
ورزشگاه قائم (سالن چند منظوره، - واقع در ضلع جنوبی پارک قائم)
ورزشگاه الزهرا شماره ۱۷- مخصوص بانوان (سالن چند منظوره - واقع در بخش مرکزی پارک قائم)
استخر سرپوشیده بانوان (واقع در پارک بانوان - روبروی پارک قائم) و ورزشگاه عمرانی در خیابان عمرانی

البته باشگاه های محلی نیز در سرتاسر این محل گسترده شده اند.